# Epidendrum blancheanum
Epidendrum blancheanum là một loài thực vật có hoa trong họ Lan. Loài này được Urb. mô tả khoa học đầu tiên năm 1922.